# Berthold de Bavière
Berthold, né vers 900 et mort le 23 novembre 947, est le fils cadet du margrave Léopold de Bavière et de son épouse Cunégonde de Souabe. En 938, il succède à son neveu Eberhard comme duc de Bavière.

## Biographie
Fils cadet de Léopold de Bavière (Luitpold) et de son épouse Cunégonde, sœur du comte palatin Erchanger de Souabe et possiblement une petite-fille du roi Louis II de Germanie par sa mère Gisèle, il reçoit le nom d'un autre de ses oncles maternels. Son père était nommé margrave en Carantanie par le roi Arnulf en 893 ; un partisan fidèle de Louis l'Enfant, il tomba dans la bataille de Presbourg contre les Magyars en 907.
L'un des « Luitpoldinges », Berthold apparait pour la première fois comme un comte en Carantanie (la future Carinthie) en 926, à l'époque où son frère aîné Arnulf Ier, dit le Mauvais, était duc de Bavière à Ratisbonne, reconnu par le roi Henri Ier. En 927, Berthold reçoit d'Henri les droits d'un duc de Carinthie. 
Après la mort du duc Arnulf Ier en 937, son fils et successeur Eberhard tente de maintenir l'autonomie du duché de Bavière mais s'est trouvé en conflit avec le nouveau roi Otton Ier qui a envahi la Bavière au printemps 938. Eberhard a été destitué et remplacé par son oncle Berthold.
Contrairement à son frère le puissant duc Arnulf Ier, Berthold se voit privé du droit régalien de nommer les évêques car dès l'année suivante c'est Othon Ier qui désigne Herhold comme le nouvel archevêque de Salzbourg et de l'administration des propriétés royales en Bavière qui est confiée à un comte palatin en l'occurrence  son neveu Arnulf II de Bavière.
Berthold demeure néanmoins un fidèle de la dynastie des Ottoniens pendant tout son règne. Il cherche même à épouser une sœur d'Othon, Gerberge de Saxe, veuve du duc Gislebert de Lotharingie, et ensuite Hedwige et Albérade, les filles de celle-ci, mais ses ambitions matrimoniales sont déçues. Berthold épouse donc une certaine Biltrude (morte vers 995), noble bavaroise. En août 943, Berthold participe activement aux combats contre les incursions des Magyars à Wels sur la Traun, ce qui lui permet de protéger la Bavière de leurs attaques comme l'avait fait avant lui son frère Arnulf. 
Avec l'accession de Berthold au trône ducal, la Bavière et la Carantanie se trouvent de nouveau réunies sous son règne. À sa mort en 947 le « IX Kal Nov »  selon le nécrologue de Saint-Emmeran de Ratisbonne, le roi Othon n'inféode par son fils mineur Henri le Jeune de son duché ; il préfère y nommer comme duc son propre frère Henri, à qui il fait épousé Judith, la fille d'Arnulf Ier de Bavière. De nombreuses années plus tard, en 976, Henri le Jeune reçoit des mains de l'empereur Otton II le nouveau duché de Carinthie en compensation. 
Le duc Berthold est inhumé à l'abbaye de Niederaltaich. Sa veuve Biltrude a fondé le couvent bénédictin de Bergen près de Neubourg-sur-le-Danube en 976.

## Union et postérité
Le duc Berthold et son épouse Bieltrude (morte après le 29 septembre 976, date où elle fonde le couvent à Bergen) ont deux enfants :
- Henri III le Jeune, duc de Carinthie (976-978) et 985 989 et duc de Bavière de 983 à 985 ;
- Cunigunde épouse d'Ulrich comte de Schweinachgau.